# Mansão Morris–Jumel
A Mansão Morris–Jumel, também conhecida como Roger and Mary Philipse Morris House, é a casa mais antiga do bairro de Washington Heights em Manhattan,  Nova York. Foi construída em 1765 por Roger Morris, um oficial militar britânico, e serviu como sede de ambos os lados na Revolução Americana.
A casa foi declarada Patrimônio Histórico Nacional em 1961, e o exterior foi designado como um Marco da Cidade de Nova York em 1967. Agora é um museu-casa.

## História
Roger Morris, um oficial militar britânico que servia como membro do Conselho Executivo da Província de Nova York, construiu a casa em 1765 para si e sua esposa, Mary Philipse Morris; eles viveram nela por dez anos, de 1765 até 1775, quando a Revolução Americana começou. Roger Morris ocupou o cargo de capitão no exército britânico durante a guerra francesa, enquanto sua esposa era filha do presidente da assembléia Frederick Philipse. Ela era frequentemente descrita como "linda, fascinante e realizada". Como legalistas britânicos, Morris foi para a Inglaterra no início da guerra, enquanto sua esposa e família foram para Yonkers. Morris retornou em 1777, depois que a cidade foi capturada pelos britânicos, e tornou-se o Inspetor de Reclamações dos Refugiados até 1783, quando ele e sua família partiram para a Inglaterra após o sucesso da Revolução.
Entre 14 de setembro e 20 de outubro de 1776, o general George Washington usou a mansão como sua sede temporária depois que seu exército foi forçado a evacuar Brooklyn Heights após sua derrota para o exército britânico sob o comando do general William Howe na Batalha de Long Island. Durante sua permanência lá de 14 de setembro a 20 de outubro de 1776, Washington registrou sua experiência lá. Alega-se que Washington não só selecionou da casa por causa de sua localização, mas também porque Mary Philipse tinha sido um interesse amoroso para ele vinte anos antes. A casa também serviu de sede para os hessianos, mas foi rapidamente confiscada pelo governo recém-estabelecido dentro do que se tornara nos Estados Unidos. Durante este período de confiscação, a mansão se tornou o que foi conhecido como Calumet Hall, uma taberna conhecida que funcionava pela Albany Post Road.
Esta casa é um dos principais marcos remanescentes da Batalha de Harlem Heights, após o que se tornou a sede do tenente-general britânico Sir Henry Clinton, e do comandante Wilhelm von Knyphausen. A casa foi confiscada no final da Revolução.

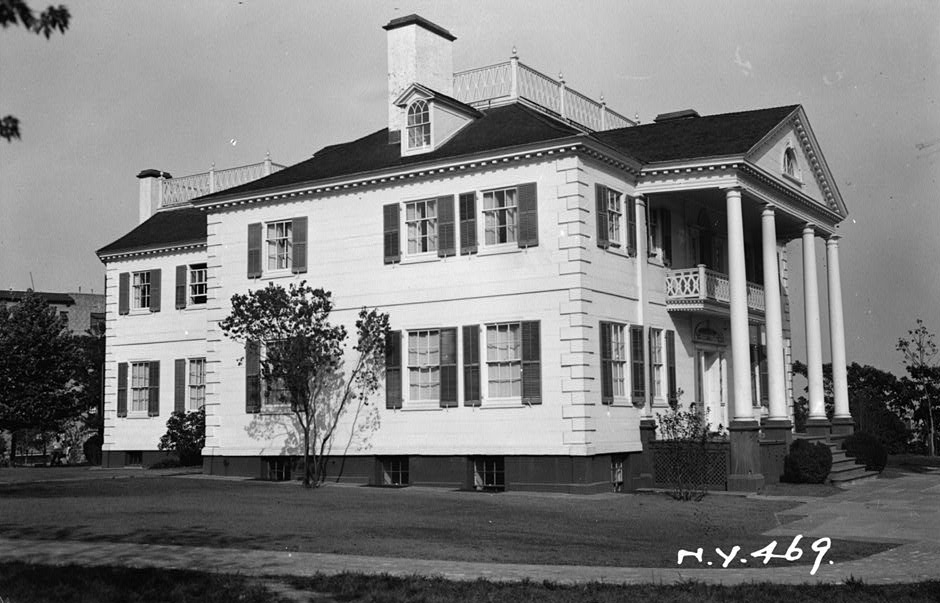
Vista da casa em 1936

A mansão foi então comprada em 1810 por Stephen Jumel, um rico comerciante francês que imigrara para os Estados Unidos, como lar para ele e sua esposa, e sua ex-amante, Eliza Bowen Jumel, junto com sua filha adotada Mary Bowen, que se pensava ser a filha da meia-irmã de Eliza. Ao longo de sua vida adulta, Eliza Jumel viveu ricamente e luxuosamente. Eliza, que tinha vindo de um começo pobre, era conhecida por ser uma mulher que buscava uma posição social mais elevada para si mesma, bem como uma vida que abrangesse grandes quantidades de riqueza. Assim, ela sempre foi vista em torno de homens de poder e fortuna. Ansiosos por serem aceitos na sociedade nova-iorquina, os Jumels reformaram a casa, acrescentando a entrada em estilo federal, e redecoraram o interior no estilo Império. Por não terem sido aceitos socialmente em Nova York, os Jumels foram para a França em 1815, embora Eliza tenha voltado de 1817 a 1821. Ela retornou para sempre em 1826 com a procuração de Stephen Jumel, e ele retornou em 1828.
Eliza foi objeto de muitas acusações, tanto na França quanto em Nova York, sendo um deles o seu envolvimento na morte desagradável de seu primeiro marido. Após a morte de Stephen em 1832, ocorrida em decorrência dos ferimentos que sofreu em um acidente de carro, Eliza, que agora era uma das mulheres mais ricas da cidade de Nova York, casou com o controverso ex-vice-presidente Aaron Burr na sala da frente da casa; ela pediu o divórcio em 1834, que foi concedido em 1836, pouco antes de sua morte. Eliza então dividiu seu tempo entre Saratoga, Nova York, Hoboken, Nova Jersey e Lower Manhattan. A família da sua enteada morava com ela na mansão até 1862; Eliza Jumel morreu em 1865 - em seus últimos anos ela se tornou muito excêntrica, se não louca. O cuidado e o amor que ela tinha pela mansão são representados pelos 251 anos em que ela se encontrava atualmente. Ele serve como uma representação da arte e da cultura ao longo de um período de 200 anos dentro da área da cidade de Nova York.
A casa em si foi comprada pela cidade de Nova York em 1903 dos donos da época, os Earles, e convertida em um museu administrado pela Associação da Sede de Washington; O museu foi inaugurado em 1904, e foi renovado e remodelado em 1945. A casa é de propriedade do Departamento de Parques e Recreação, e é membro do Historic House Trust. Durante a sua história, a Mansão Morris-Jumel recebeu muitos outros visitantes ilustres, incluindo os convidados John Adams, Thomas Jefferson, Alexander Hamilton e John Quincy Adams .

## Arquitetura

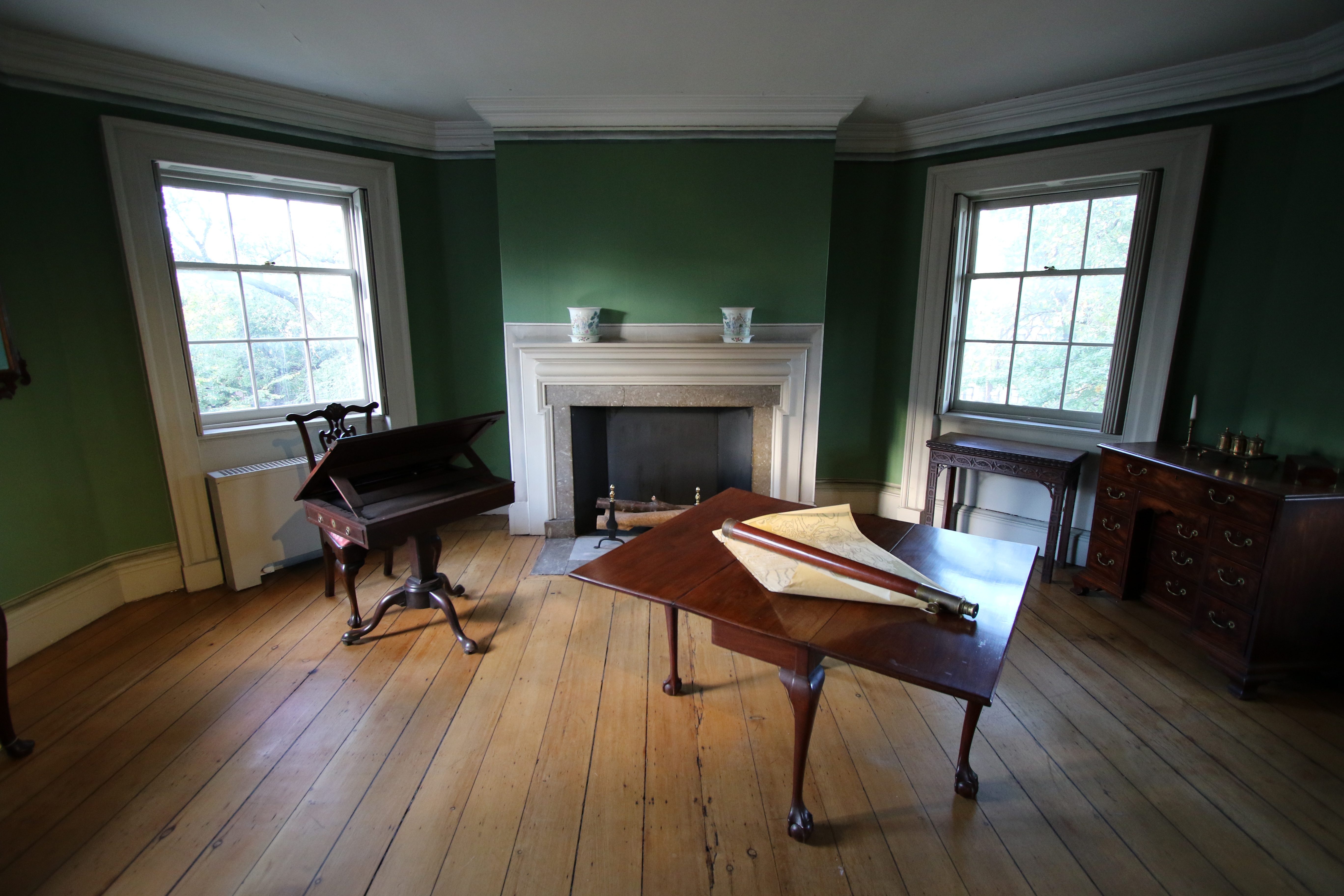
O interior da mansão

A casa foi construída como uma casa de veraneio em uma parcela compreendendo uma área de 130 acres. Assim, a propriedade de Morris cobria uma certa distância do Harlem até o rio Hudson. É um dos primeiros exemplos do estilo de arquitetura do Palladianismo. Morris, cujo tio foi um arquiteto de sucesso na Inglaterra, foi influenciado por Andrea Palladio, um arquiteto italiano do século XVI. Seu design incluía um pórtico de altura dupla e frontão triangular - características inovadoras para 1765 - apoiado por grandes colunas toscanas e uma sala octogonal de dois andares na parte de trás da mansão, que se acredita ser a primeira desse tipo no país.
Dizem que a casa contém "alguns dos melhores interiores georgianos da América". Hoje, a casa é ricamente decorada com móveis de época e reproduções cuidadosas de carpetes e papel de parede de época. Possui nove quartos restaurados, um dos quais era o escritório de Washington. A sala de jantar e o quarto de Eliza Jumel, com uma cama que supostamente pertencia a Napoleão, também estão abertos. Artefatos pessoais de Roger Morris, George Washington, Eliza Jumel e Aaron Burr fazem parte da coleção do museu. Um arquivo e uma biblioteca de referência estão localizados no terceiro andar da casa.

## Local
A mansão está localizada no topo de uma cordilheira, a Coogan's Bluff, da qual Lower Manhattan, o Rio Hudson, o Bronx, o Condado de Westchester, o Estuário de Long Island e o rio Harlem, já foram visíveis. Ele está localizado no Parque Roger Morris, um parque da cidade de Nova York dentro dos limites do Distrito Histórico de Jumel Terrace.
A mansão tinha vista para Coogan's Hollow e para o Polo Grounds, um estádio de beisebol e futebol construído em 1890 e demolido em 1964. A mansão é às vezes visível em fotos antigas do Coogan's Bluff. Hoje o complexo de edifícios Polo Grounds Towers fica onde antes ficava o estádio.

## Galeria de imagens

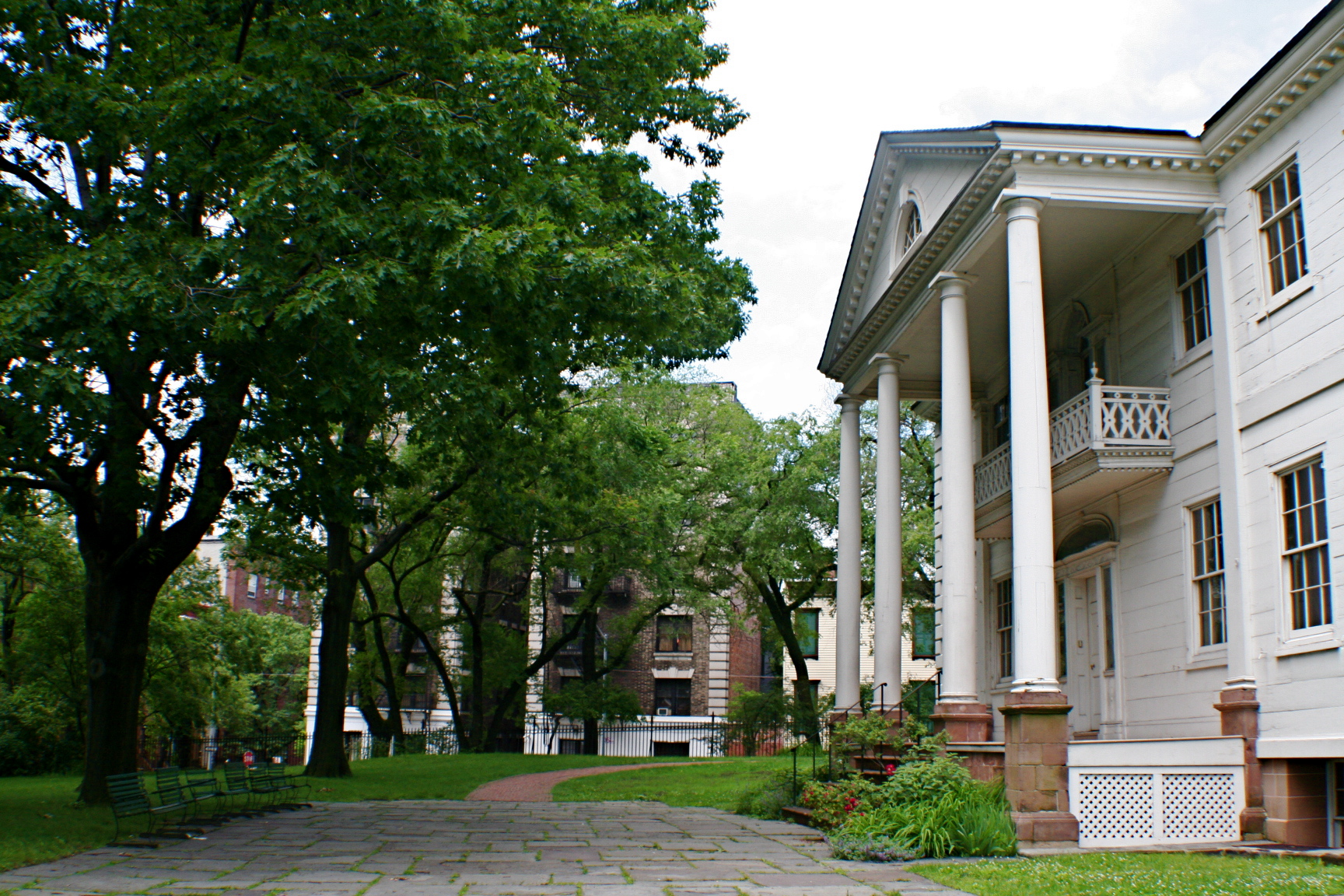
Os fundos da mansão
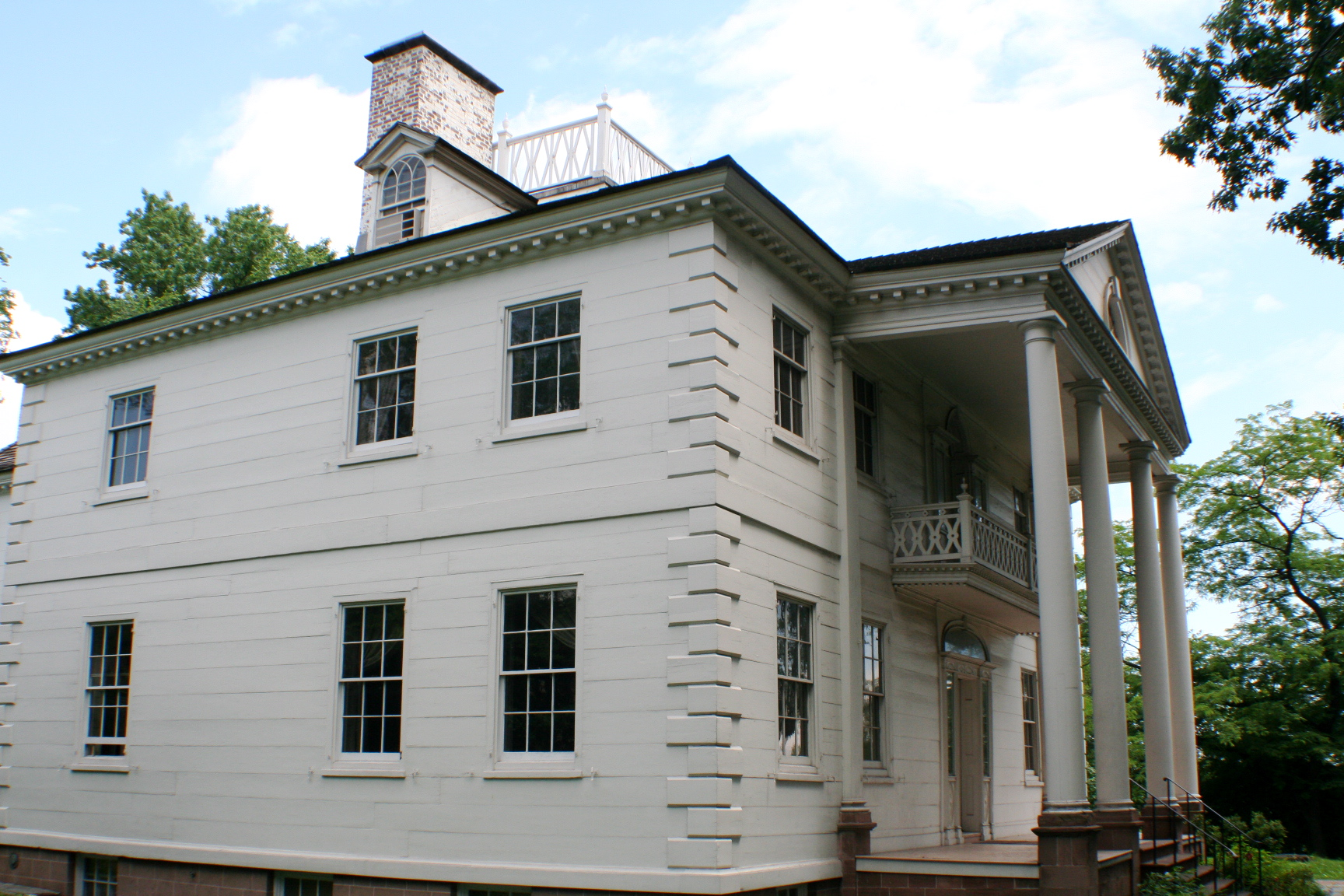
Vista lateral da mansão
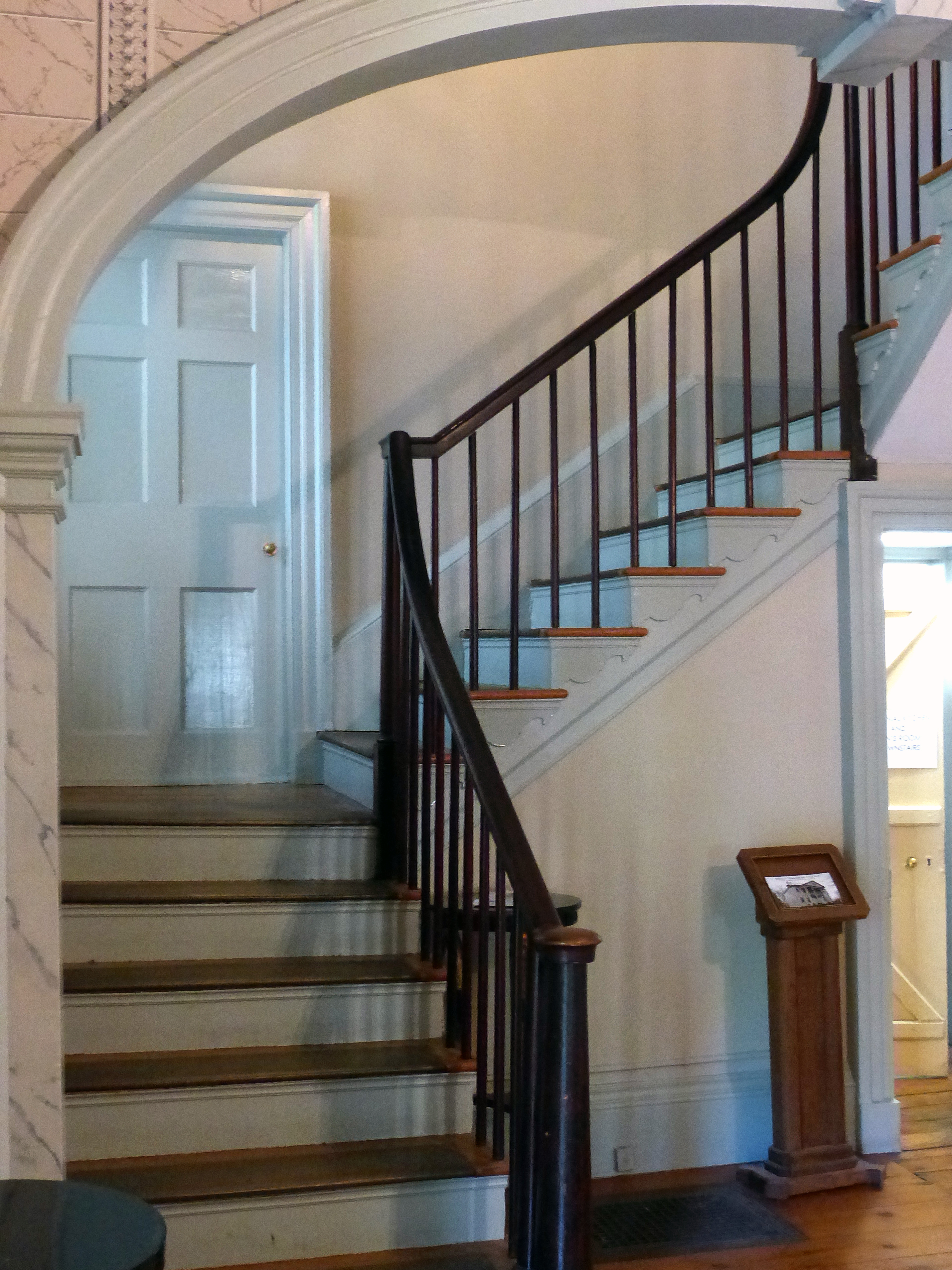
As escadarias no interior
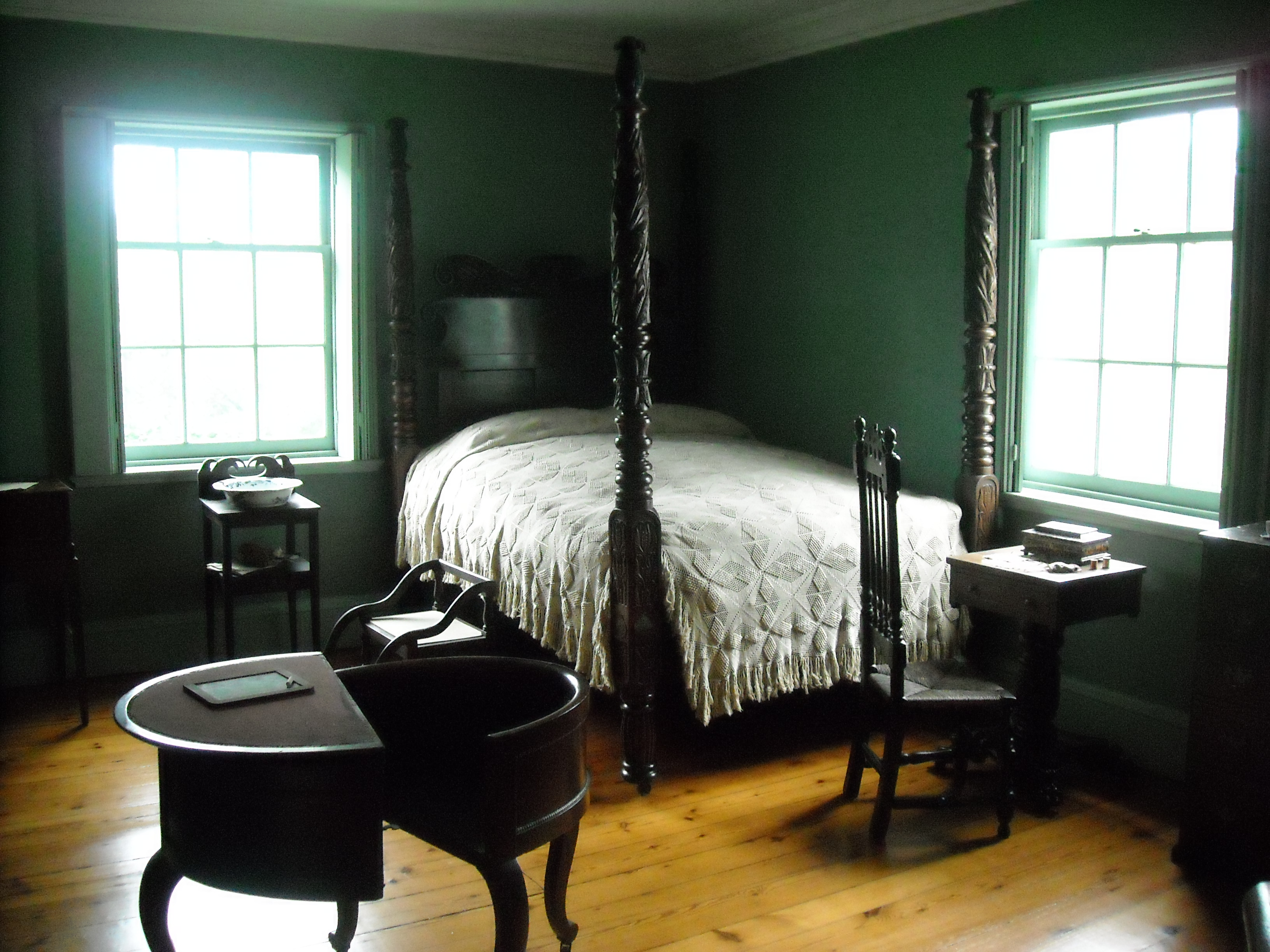
Um dos quartos da mansão
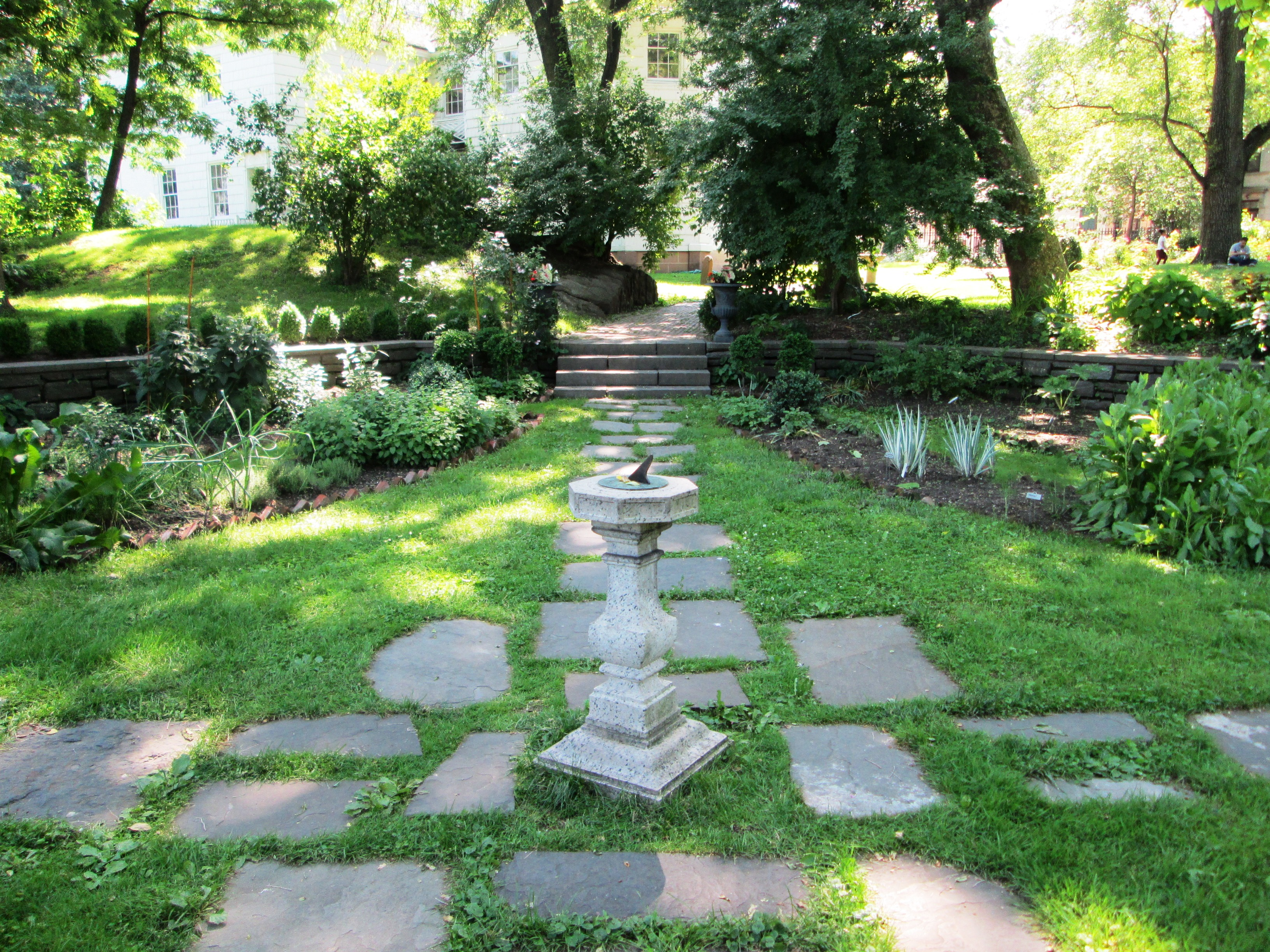
Vista do parque

## Na cultura popular
- Em uma eminência rochosa com vista para um dos rios, Fitz-Greene Halleck escreveu suas famosas linhas sobre o patriota grego Marco Bozzaris.[16]
- Em 2014, o programa de televisão Ghost Adventures filmou um episódio na mansão para investigar relatos de atividade paranormal.
- Em 2015, o Saturday Night Live filmou uma peça chamada “Ghost Chasers” na mansão.